# Jormungand

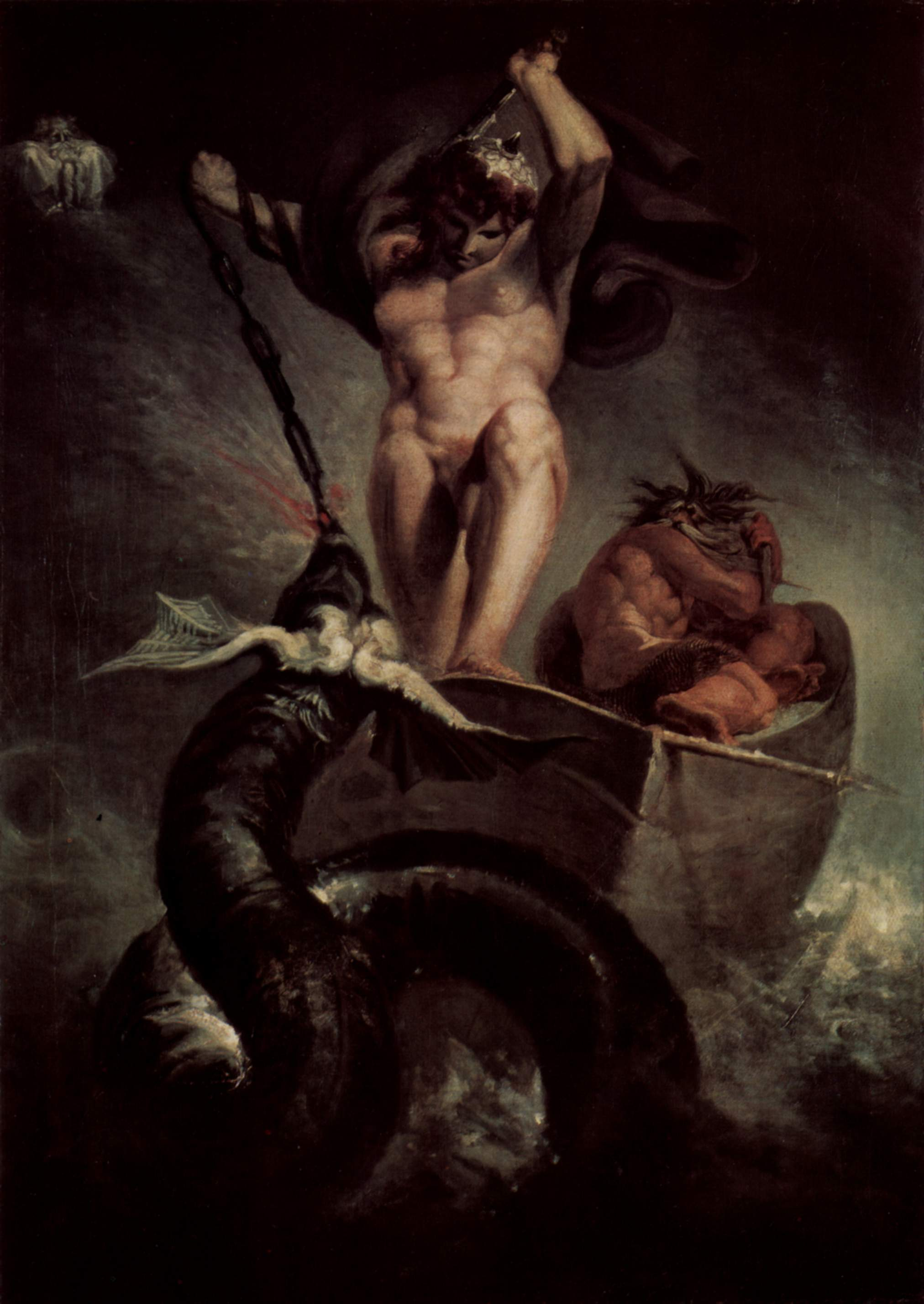
Thor luptându-se cu Jormungand; Henry Fuseli, 1788.

În mitologia nordică, Jormungand sau Jörmungandr (nordică veche: Jǫrmungandr), numit și „Șarpele Midgard-ului” (nordică veche: Miðgarðsormr), este unul dintre cei trei copii ai lui Loki și ai gigantei Angerbrode. Sub înfățișarea unui șarpe gigant el este responsabil pentru moartea lui Thor din ziua de Ragnarok.

### Origine
Conform legendei, când zeii au realizat că Loki a avut copii ilegitimi care puteau fi asociați cu profeții despre Ragnarok, Odin îi trimise pe zei să-i recupereze. Pe Jormungand îl aruncase în mare unde crescuse să înconjure Midgard, chiar și să-și muște propria coadă. Frații lui, Fenris și Hel, au fost la rândul lor despărțiți: Hel a fost trimisă în Niflheim (sau Helheim), iar Fenris a rămas cu zeii.

### Provocările lui Utgarda-Loki
Thor, noul său servitor, Thialfi, și Loki plecaseră într-o călătorie către Jotunheim. La un moment dat, au dat peste castelul uriașului Utgarda-Loki. Acesta i-a provocat să-și demonstreze valorile, una dintre provocării fiind ridicarea pisicii lui. Thor încercase, dar pisica își arcui spatele încât a putut ridica o singură labă. După ultima provocare, Utgarda-Loki a dezvăluit că pisica era de fapt Jormungand, iar Thor a reușit să-l ridice destul ca șarpele să-și dea drumul cozii.

### Pescuitul lui Thor și Hymir
Rivalitatea dinte Jormungand și Thor se materializează când Thor și Hymir au plecat la pescuit. Au folosit capul unui bou a lui Hymir ca momeală, astfel Thor îl prinde pe șarpe. El voia să-l ucidă cu Mjollnir, ciocanul său, dar Jormungand scăpase și Thor îl ucise pe Hymir în schimb.

### Ragnarok
În ziua de Ragnarök, Jormungand se va ridica din mare și va înainta spre uscat. Mișcându-se, mările se vor zgudui și vor invada pământul. Cu fiecare răsuflare, șarpele va scuipa venin, care va umple cerul și pământul de otravă. Thor îl va ucide pe Jormungand cu ajutorul lui Mjollnir, însă va muri la rândul său din cauza veninului scuipat de șarpe.